# Václav František Kocmánek
Václav František Kocmánek (* 1607 in Prag; † 1679 ebenda) war ein tschechischer Dichter, Schriftsteller und Historiker.

## Leben
Nach der Schlacht am Weißen Berg wollte Kocmánek Böhmen nicht verlassen und konvertierte deshalb zum Katholizismus. Der gebildete Prager Bürger lehrte sein ganzes Leben als Kantor in Prag.

## Werk
Neben Gedichten über das schwere Leben auf den Dörfern, aus denen ersichtlich ist, dass gerade diese unter den Kriegen am meisten zu leiden hatten, schrieb er auch insgesamt sieben Interludien.

### Gedichte
- Lamentatio rusticana

### Historische Kompositionen
- Lied vom Tod des Albrecht von Wallenstein (Píseň o smrti Albrechta z Valdštejna)

### Interludien
- O sedlském hňnupu chtějícím žákem býti